# نبرد دنین
نبرد دنین (انگلیسی: Battle of Denain) به عنوان بخشی از جنگ جانشینی اسپانیا در ۲۴ ژوئیه ۱۷۱۲ رخ داد و در نتیجه آن فرانسه، تحت رهبری مارشال ویلار، در برابر نیروهای هلندی و اتریشی، تحت رهبری شاهزاده یوجین ساوی پیروز شد.
این جنگ آخرین نبرد در فلاندر بود و به نزدیک به هفت سال شکست‌های فرانسه پایان داد و مانع پیشروی متحدین به سمت پاریس و تحمیل صلح به لویی چهاردهم شد.